# Марк Эмилий Павел (консул 302 года до н. э.)
Марк Эмилий Павел (лат. Marcus Aemilius Paullus) — римский военачальник и политический деятель, консул 302 года до н. э.
В 302 году Эмилий стал консулом вместе с Марком Ливием Дентером. В тот год была возбновлена война с эквами, но консулы не принимали в ней участия. Для командования армией диктатором был назначен Гай Юний Бубульк Брут. В том же году Марк Эмилий разбил греческое войско под командованием Клеонима Лакедемонского, высадившееся на италийском берегу и захватившее саллентинский город Фурии.
В следующем году Эмилий был назначен начальником конницы при диктаторе Марке Валерии Корве. Разбив племя марсов, диктатор отправился в Рим для повторных ауспиций насчёт войны с этрусками. Пока его не было, Марк Эмилий, выйдя из лагеря на поиски продовольствия, был застигнут этрусками врасплох, разбит и загнан обратно в лагерь.